# Китахара, Миэ
Миэ Китахара (яп. 北原三枝  Китахара Миэ), в настоящее время зовётся Макико Исихара (яп. 石原まき子  Исихара Макико), взяв имя, данное ей при рождении и фамилию мужа. Родилась 23 июля 1933 года в Токио — японская киноактриса, звезда кинокомпании «Никкацу» в её лучшие годы — период второй половины 1950-х годов. В 1960 году, выйдя замуж за идола и кумира японской молодёжи тех лет Юдзиро Исихару, оставила кинематограф навсегда. В настоящее время руководит компанией умершего мужа «Исихара про».

## Биография
Макико Араи, — таково её настоящее имя, после окончания средней школы (в 1949 году) начала профессионально заниматься танцами. В начале 1952 года на молодую красивую девушку обратят внимание сотрудники по кастингу кинокомпании «Тохо», искавшие профессиональную танцовщицу для небольшой роли в фильме знаменитого режиссёра Масахиро Макино «Окару и Канпэй». Так состоялся её дебют в большом кино. Уже с первой же роли Макико возьмёт себе творческий псевдоним Миэ Китахара, под которым и станет известна широкой публике на протяжении всех 1950-х годов. Но поскольку компания «Тохо» не спешила заключить с девушкой долгосрочный контракт, Миэ подаст документы на трудоустройство к их конкурентам, в престижную и крупнейшую на тот момент из кинокомпаний «Сётику», которая в то время как раз нуждалась в обновлении кадров и её взяли в числе других новичков в штат студийных актёров. 
Уже в том же, 1952 году Миэ сыграла небольшие роли в фильмах двух выдающихся японских кинорежиссёров: у Ясудзиро Одзу в киноленте «Вкус риса с зелёным чаем» и у Кэйсукэ Киноситы в «Невинной любви Кармен». В последующие два года, хотя Миэ была загружена работой, снявшись почти в двух десятках кинолент, тем не менее, её роли были эпизодическими и ничего не давшими молодой актрисе в плане развития её кинокарьеры. Поэтому в конце 1954 года Китахара приняла решение уйти из «Сётику» во вновь открывшуюся после 12-летнего перерыва старейшую из кинокомпаний «Никкацу». 
Возглавляемая директором Кюсаку Хори и менеджером Сэйдзюро Эмори, эта компания в те годы вела отчаянную борьбу за существование. Она была аутсайдером среди пяти старых кинокомпаний, заключивших между собой соглашение. Но с середины 1950-х годов «Никкацу» становится на ноги и собирает львиную долю доходов в национальном кинопрокате. Во многом это было обусловлено огромной популярностью молодёжных фильмов о так называемом «солнечном племени», выпускаемых студией «Никкацу» после успешного проката фильма по роману Синтаро Исихары «Солнечный сезон» (1956, реж. Такуми Фурукава). Убедившись, что она напала на «золотую жилу», компания ставила один за другим фильмы о «солнечном племени». Герои этих лент — молодые бунтари, ведущие праздный образ жизни и отрицающие ценности мира взрослых. Именно в фильмах этого направления и станет звездой Миэ Китахара. В «Безумном плоде» (1956, реж. Ко Накахира), первой в её фильмографии киноленте о «солнечном племени», поставленной также по роману Синтаро Исихары, героиня Китахары, — Эри с лёгкостью отдаётся пижону Нацухисе, а затем изображает из себя невинную недотрогу перед его младшим братом Харудзи, при этом ещё и сожительствует со стариком-американцем. Закономерен печальный итог такого поведения, в финале фильма Харудзи убьёт и свою возлюбленную и старшего брата. В другом популярном фильме того же года «Свет в глаза» (режиссёр Такуми Фурукава), героиня Китахары, студентка Рэйко идёт ещё дальше в своём беспринципном поведении. Сначала она водила за нос двух однокурсников, затем бросив каждого из них начала встречаться с третьим студентом, но переспав с ним, обращает свой взор уже на его отца. 
Другой разновидностью популярных фильмов студии «Никкацу» того периода были гангстерские ленты в стилистике якудза эйга. В этапных фильмах этого направления засветилась и Миэ Китахара. Речь идет, прежде всего, о двух кинолентах: «Я жду» Корэёси Курахары (1957 год) и «Ржавый нож» Тосио Масуды (1958 год), где её героини уже не взбалмошные девицы, каковых она играла на экране в фильмах о «солнечном племени», а вполне достойные уважения девушки.
Миэ Китахара за шесть лет работы в компании «Никкацу» сыграла и в фильмах иных жанров, у известных классиков японской режиссуры Тому Утиды, Масахиро Макино, Канэто Синдо, Кодзабуро Ёсимуры, Кона Итикавы, Юдзо Кавасимы и других.
В 2004 году телекомпанией TV Asahi был поставлен мини-сериал «Младший брат» (экранизация одноимённого романа Синтаро Исихары) о жизни семьи Исихара, и главным образом посвящённом умершему мужу Миэ Китахары — Юдзиро Исихаре. В сериале образ Миэ Китахары воплотили на экране две актрисы: Юкиэ Накама сыграла Миэ в молодые годы (с 23 до 39 лет), а Кэйко Мацудзака исполнила героиню в зрелые годы (с 45 до 53 лет).

## Личная жизнь
В 1956 году Миэ Китахара познакомилась в «Никкацу» с начинающим актёром Юдзиро Исихарой, ставшем с первых своих ролей в кино идолом японской молодёжи и знаковым явлением поп-культуры той эпохи. Они вместе сыграют до 1960 года в 25 фильмах. Их бурный роман завершится свадьбой 2 декабря 1960 года. С тех пор Миэ будет зваться госпожой Макико Исихара и оставит кинематограф, посвятив себя заботам о муже и их домашнем очаге. 
После смерти супруга в 1987 году от рака печени, Макико Исихара до настоящего времени руководит компанией «Исихара про», созданной мужем в 1962 году.

## Фильмография
| Избранная фильмография актёрских работ в кино Миэ Китахары | Избранная фильмография актёрских работ в кино Миэ Китахары | Избранная фильмография актёрских работ в кино Миэ Китахары | Избранная фильмография актёрских работ в кино Миэ Китахары | Избранная фильмография актёрских работ в кино Миэ Китахары | Избранная фильмография актёрских работ в кино Миэ Китахары | Избранная фильмография актёрских работ в кино Миэ Китахары |
| Год                                                        | Русское название                                           | Оригинальное название                                      | Название на ромадзи                                        | Английское название в международном прокате                | Режиссёр                                                   | Роль                                                       |
| ---------------------------------------------------------- | ---------------------------------------------------------- | ---------------------------------------------------------- | ---------------------------------------------------------- | ---------------------------------------------------------- | ---------------------------------------------------------- | ---------------------------------------------------------- |
| 1950-е годы                                                |                                                            |                                                            |                                                            |                                                            |                                                            |                                                            |
| 1952                                                       | «Окару и Канпэй»                                           | おかる勘平                                                 | Okaru Kanpei                                               | Okaru and Kanpei                                           | Масахиро Макино                                            | танцовщица                                                 |
| 1952                                                       | «Вкус риса с зелёным чаем»                                 | お茶漬けの味                                               | Ochazuke no aji                                            | The Flavor of Green Tea over Rice                          | Ясудзиро Одзу                                              | официантка                                                 |
| 1952                                                       | «Невинная любовь Кармен»                                   | カルメン純情す                                             | Karumen junjo su                                           | Carmen's Innocent Love                                     | Кэйсукэ Киносита                                           | мисс Хосои                                                 |
| 1953                                                       | «Остроумные университетские записи»                        | 大学の竜虎                                                 | Daigaku no ryūko                                           |                                                            | Тацуо Сакаи                                                | Кёко Мисумэ                                                |
| 1953                                                       | «Первая любовь юной девушки»                               | 初恋おぼこ娘                                               | Hatsukoi oboko musume                                      |                                                            | Кэйдзабуро Кобаяси                                         | Харуэ                                                      |
| 1953                                                       | «Новый Токио в марте»                                      | 新東京行進曲                                               | Shin Tokyo koshinkyoku                                     | New Tokyo March                                            | Юдзо Кавасима                                              | Акико Окэ                                                  |
| 1953                                                       | «Путешествие»                                              | 旅路                                                       | Tabiji                                                     | The Journey                                                | Нобору Накамура                                            | Нацуко                                                     |
| 1953                                                       | «Жизнь без пятен»                                          | シミ抜き人生                                               | Shimi nuki jinsei                                          |                                                            | Масао Нодзаки                                              | Кикуко Такэмура                                            |
| 1953                                                       | «Как твоё имя?»                                            | 君の名は                                                   | Kimi no na wa                                              | What Is Your Name?                                         | Хидэо Ооба                                                 | Юми                                                        |
| 1953                                                       | «Мадам Токио и леди Осака»                                 | 東京マダムと大阪夫人                                       | Tôkyô madamu to Ôsaka fujin                                |                                                            | Юдзо Кавасима                                              | Момоко Хосисима                                            |
| 1953                                                       | «Твоё имя. Часть II»                                       | 君の名は 第２部                                            | Kimi no na wa dai ni bu                                    | What Is Your Name? Part II                                 | Хидэо Ооба                                                 | Юми                                                        |
| 1954                                                       | «Женихи трёх дочерей»                                      | 求婚三人娘                                                 | Kyūkon san nin musume                                      |                                                            | Тэруо Хагияма                                              | Марико Такии                                               |
| 1954                                                       | «Искушение молодости»                                      | 若き日の誘惑                                               | Wakaki hi no yūwaku                                        |                                                            | Тацуо Сакаи                                                | Сатико Сукусуи                                             |
| 1954                                                       | «Шум в студии» (к/м)                                       | スタジオは大騒ぎ                                           | Sutajio wa ôsawagi                                         |                                                            | Тосимаса Ходзуми                                           |                                                            |
| 1954                                                       | «Любовное местечко молодёжи»                               | 青春ロマンスシート 青空に坐す                              | Seishun romance seat: Aozora ni owasu                      | Youth's Romance Seat                                       | Ёситаро Номура                                             | Хироко Хага                                                |
| 1954                                                       | «Молодой босс и танцовщица»                                | 若旦那と踊子                                               | Wakadan'na to odoriko                                      |                                                            | Тэруо Хагияма                                              | танцовщица Эми                                             |
| 1954                                                       | «Дом женщин»                                               | 女人の館                                                   | Nyonin no yakata                                           |                                                            | Масахиса Сунохара                                          | Мацуко Танно                                               |
| 1955                                                       | «Пока не взошла Луна»                                      | 月は上りぬ                                                 | Tsuki wa noborinu                                          | The Moon Has Risen                                         | Кинуё Танака                                               | Сэцуко Асаи                                                |
| 1955                                                       | «Хроника игрока Дзиротё: Фестиваль огня в Акиба»           | 次郎長遊侠傳 秋葉の火祭り                                  | Jirochô gaiden: Akiba no himatsuri                         | Chronicle of Jirocho the Gambler: Akiba Fire Festival      | Масахиро Макино                                            | Омиё                                                       |
| 1955                                                       | «Все твари живы»                                           | 生きとし生けるもの                                         | Iki to shiikeru mono                                       | Striving to Live                                           | Кацуми Нисикава                                            | Эми                                                        |
| 1955                                                       | «Груз любви»                                               | 愛のお荷物                                                 | Ai no onimotsu                                             | Bundle of Love                                             | Юдзо Кавасима                                              | Саэко Годай                                                |
| 1955                                                       | «Женщины с Гиндзы»                                         | 銀座の女                                                   | Ginza no onna                                              | Women of the Ginza                                         | Кодзабуро Ёсимура                                          | Бун-тян                                                    |
| 1955                                                       | «История юности с привидениями»                            | 青春怪談                                                   | Seishun kaidan                                             | Ghost Story of Youth                                       | Кон Итикава                                                | Тихару Окумура                                             |
| 1955                                                       | «Хроника игрока Дзиротё: Ворона Амаги»                     | 次郎長遊侠伝 天城鴉                                        | Jirochō yūkyōden: Amagi karasu                             | Chronicle of Jirocho the Gambler: Crow of Amagi            | Масахиро Макино                                            | Осэн                                                       |
| 1955                                                       | «Зелёная музыкальная шкатулка»                             | 緑はるかに                                                 | Midori harukani                                            | The Green Music Box                                        | Умэцугу Иноуэ                                              | танцовщица                                                 |
| 1955                                                       | «Наша бабушка»                                             | うちのおばあちゃん                                         | Uchi no o bāchan                                           | Our Grand Mama                                             | Масахиса Сунохара                                          | Масако Окамото / Макико Окамото                            |
| 1955                                                       | «Красивые монашки»                                         | おしゅん捕物帖 謎の尼御殿                                  | O shun torimono jō nazo no ama goten                       | The Beautiful Nuns                                         | Эйсукэ Такидзава                                           | Кинхимэ                                                    |
| 1955                                                       | «Двадцать четыре вида Гиндзы»                              | 銀座二十四帖                                               | Ginza 24 chou                                              | Ginza / Twenty-four Views of Ginza (lit.)                  | Юдзо Кавасима                                              | Юкино Накамати                                             |
| 1955                                                       | «Пустота, которую я создала»                               | 自分の穴の中で                                             | Jibun no ana no nakade                                     | A Hole of My Own Making                                    | Тому Утида                                                 | Тамико, дочь Нобуко                                        |
| 1956                                                       | «Решающая битва на рассвете»                               | 朝やけ血戦場                                               | Asayake kessenjō                                           | Decisive Battle at Sunrise                                 | Масахиро Макино                                            | жена Оцуги                                                 |
| 1956                                                       | «Воздушный шарик»                                          | 風船                                                       | Fusen                                                      | Balloon                                                    | Юдзо Кавасима                                              | Микико Микихара                                            |
| 1956                                                       | «Исповедь»                                                 | 色ざんげ                                                   | Iro zange                                                  | Confession                                                 | Ютака Абэ                                                  | Цуюко Сайдзо                                               |
| 1956                                                       | «Огненная птица»                                           | 火の鳥                                                     | Hi no tori                                                 | Phenix                                                     | Умэцугу Иноуэ                                              | актриса Китахара                                           |
| 1956                                                       | «Берег одинокого путника»                                  | 流離の岸                                                   | Ryûri no kishi                                             | Wandering Shore                                            | Канэто Синдо                                               | Тихо Тэраока                                               |
| 1956                                                       | «Безумный плод» (в ином переводе — «Плоды безумия»)        | 狂った果実                                                 | Kurutta kajitsu                                            | Crazed Fruit                                               | Ко Накахира                                                | Эри                                                        |
| 1956                                                       | «Свет в глаза»                                             | 逆光線                                                     | Gyakukôsen                                                 |                                                            | Такуми Фурукава                                            | Рэйко Ёсида                                                |
| 1956                                                       | «Летний шторм»                                             | 夏の嵐                                                     | Natsu no arashi                                            | Summer Storm                                               | Ко Накахира                                                | Рёко Асаи                                                  |
| 1956                                                       | «Сентиментальная госпожа»                                  | 感傷夫人                                                   | Kanshô fujin                                               | Madame Sentimental                                         | Киёси Хориикэ                                              | Масако Татэмацу                                            |
| 1956                                                       | «Повесть о Ваканохана»                                     | 若の花物語 土俵の鬼                                        | Wakanohana monogatari dohyō no oni                         |                                                            | Кэндзиро Моринага                                          | Каёко Ваканохана                                           |
| 1957                                                       | «---»                                                      | 若の花物語 土俵の鬼                                        | Otemba san'nin shimai: Odoru taiyô                         | Three Tomboy Sisters: The Dancing Sun                      | Умэцугу Иноуэ                                              | эпизод                                                     |
| 1957                                                       | «Опасные связи»                                            | 危険な関係                                                 | Kiken na kankei                                            | Dangerous Connections                                      | Умэцугу Иноуэ                                              | Миэ Ямасиро                                                |
| 1957                                                       | «Победитель»                                               | 勝利者                                                     | Shori-sha                                                  | The Winner / The Champion                                  | Умэцугу Иноуэ                                              | Мари Сираки                                                |
| 1957                                                       | «Сегодняшняя жизнь»                                        | 今日のいのち                                               | Kyo no inochi                                              | This Day's Life                                            | Томотака Тадзака                                           | Рико Минаката                                              |
| 1957                                                       | «Я жду»                                                    | 俺は待ってるぜ                                             | Ore wa matteru ze                                          | I Am Waiting                                               | Корэёси Курахара                                           | Саэко                                                      |
| 1957                                                       | «Ураганный барабанщик» («Парень, который поднял бурю»)     | 嵐を呼ぶ男                                                 | Arashi o yobu otoko                                        | Man Who Causes a Storm                                     | Умэцугу Иноуэ                                              | Мияко Фукусима                                             |
| 1958                                                       | «Ржавый нож»                                               | 錆びたナイフ                                               | Sabita naifu                                               | Rusty Knife                                                | Тосио Масуда                                               | Кэйко Нисида                                               |
| 1958                                                       | «Солнечный спуск»                                          | 陽のあたる坂道                                             | Hi no ataru sakamichi                                      | A Slope in the Sun                                         | Томотака Тадзака                                           | Такако Курамото                                            |
| 1958                                                       | «Завтра будет другой день»                                 | 明日は明日の風が吹く                                       | Ashita wa ashita no kaze ga fuku                           | Tomorrow Is Another Day                                    | Умэцугу Иноуэ                                              | Кэйко Эдзима                                               |
| 1958                                                       | «Этот замечательный парень»                                | 素晴しき男性                                               | Subarashiki dansei                                         | That Wonderful Guy                                         | Умэцугу Иноуэ                                              | Ёко Хата                                                   |
| 1958                                                       | «Скорость ветра 40 метров»                                 | 風速４０米                                                 | Fûsoku yonjû mêtoru                                        | A Man Who Rode the Typhoon                                 | Корэёси Курахара                                           | Кёко Таки                                                  |
| 1958                                                       | «Красная набережная»                                       | 赤い波止場                                                 | Akai hatoba                                                | Red Pier                                                   | Тосио Масуда                                               | Кэйко Сугита                                               |
| 1958                                                       | «Разборки в шторм»                                         | 嵐の中を突っ走れ                                           | Arashi no naka o tsuppashire                               | Showdown in the Storm                                      | Корэёси Курахара                                           | Сэцуко Кодзуки                                             |
| 1959                                                       | «Поток молодёжи»                                           | 若い川の流れ                                               | Wakai kawa no nagare                                       | The Stream of Youth                                        | Томотака Тадзака                                           | Мисако Китаока                                             |
| 1959                                                       | «Сегодня мы живём»                                         | 今日に生きる                                               | Kyō ni ikiru                                               | We Live Today                                              | Тосио Масуда                                               | Юмико Ясиро                                                |
| 1959                                                       | «Человек взрывается»                                       | 男が爆発する                                               | Otoko ga bakuhatsu suru                                    | Explosion Came                                             | Тосио Масуда                                               | Фукиэда Уцу                                                |
| 1959                                                       | «Эхо любви»                                                | 山と谷と雲                                                 | Yama to tani to kumo                                       | The Echo of Love                                           | Ёити Усихара                                               | Судзуко Арима                                              |
| 1959                                                       | «Дорога на ветру»                                          | 風のある道                                                 | Kaze no aru michi                                          | Windy Street                                               | Кацуми Нисикава                                            | Кэйко Такэсима                                             |
| 1959                                                       | «Дикий репортёр»                                           | 清水の暴れん坊                                             | Shimizu no abaren bō                                       | The Wild Reporter                                          | Акинори Мацуо                                              | Мики Кодзима                                               |
| 1959                                                       | «Человек, который рисковал на земле и в небе»              | 天と地を駈ける男                                           | Ten to chi o kakeru otoko                                  | The Sky Is Mine                                            | Тосио Масуда                                               | Томоко Одзэки                                              |
| 1960                                                       | «Ветер в притоне»                                          | 鉄火場の風                                                 | Tekkaba no kaze                                            | Wind in the Gambling Den                                   | Ёити Усихара                                               | Нами Сагара                                                |
| 1960                                                       | «Мужчин и денег»                                           | 白銀城の対決                                               | Hakugin no taiketsu                                        | Of Men and Money                                           | Такэити Сайто                                              | Ёсико Митани                                               |
| 1960                                                       | «Древо молодости»                                          | 青年の樹                                                   | Seinen no ki                                               | Tree of Youth                                              | Тосио Масуда                                               | Каё Ямагата                                                |
| 1960                                                       | «Я покорил мир»                                            | 天下を取る                                                 | Tenka o toru                                               | I Take the World                                           | Ёити Усихара                                               | Савако Ояма                                                |
| 1960                                                       | «Профессор-гангстер»                                       | やくざ先生                                                 | Yakuza sensei                                              | Professor Gangster                                         | Акинори Мацуо                                              | Митико Митаки                                              |
| 1960                                                       | «Человек на корриде»                                       | 闘牛に賭ける男                                             | Tôgyû ni kakeru otoko                                      | The Man at the Bullfight                                   | Тосио Масуда                                               | Саэко Сакура                                               |